# LG Corporation
LG Corporation (coreano: 주식회사 LG), antes chamado de Lucky-GoldStar (coreano: Leogki Geumseong 럭키금성/樂喜金星) é um grande conglomerado sul-coreano que atua no setor de eletrônicos, celulares e produtos petroquímicos, energia, maquinaria, metais, finanças e serviços.
A LG opera 27 centros de Pesquisa e Desenvolvimento em todo o mundo, incluindo Coreia do Sul, Estados Unidos, República Popular da China, Rússia, Alemanha, França, Japão, Índia, Brasil e Canadá. Tem ainda centros de Design Corporativos em Seul, Milão, Pequim, Tóquio, New Jersey, São Francisco e São Paulo. No Brasil a empresa possui complexos industriais em Manaus e Taubaté, além de um escritório central e centro de pesquisa e desenvolvimento em São Paulo, tendo cerca de 5 mil funcionários no país.
O principal braço do grupo é a LG Electronics, inicialmente batizada de GoldStar. Estabelecida em 1958, rapidamente tornou-se uma força global em produtos de tecnologia convergente em eletrônicos, de informação e comunicação, criados para satisfazer as necessidades de diferentes consumidores e para melhorar suas vidas.

## História

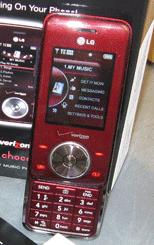
O celular Chocolight da LG.

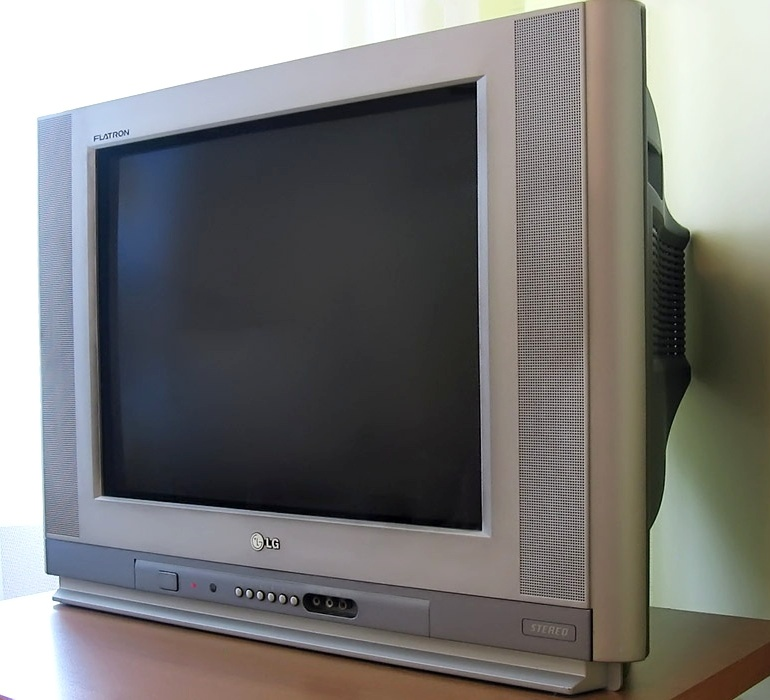
Televisor do tipo CRT da marca.

O Grupo LG (엘지 그루프) foi fundado na Coreia do Sul, em 1947. Ainda com o nome GoldStar, a empresa coreana foi a responsável por inúmeras inovações nas suas áreas de intervenção. Assim, um ano após a sua fundação apresentou o primeiro rádio (A-501) fabricado na Coreia do Sul e, nos anos seguintes, produziu os primeiros telefones, frigoríficos e televisores coreanos.
Em Março de 1968, a GoldStar estabelece a sua primeira filial fora do país, em Nova Iorque, e em setembro do mesmo ano, produz o primeiro ar condicionado coreano, bem como inicia a fabricação de elevadores e escadas rolantes. Dez anos depois, a empresa coreana não para de crescer e atinge exportações no valor de 100 milhões de dólares americanos. Em Dezembro de 1991 as exportações de eletrodomésticos ultrapassaram os 2 bilhões de dólares americanos.

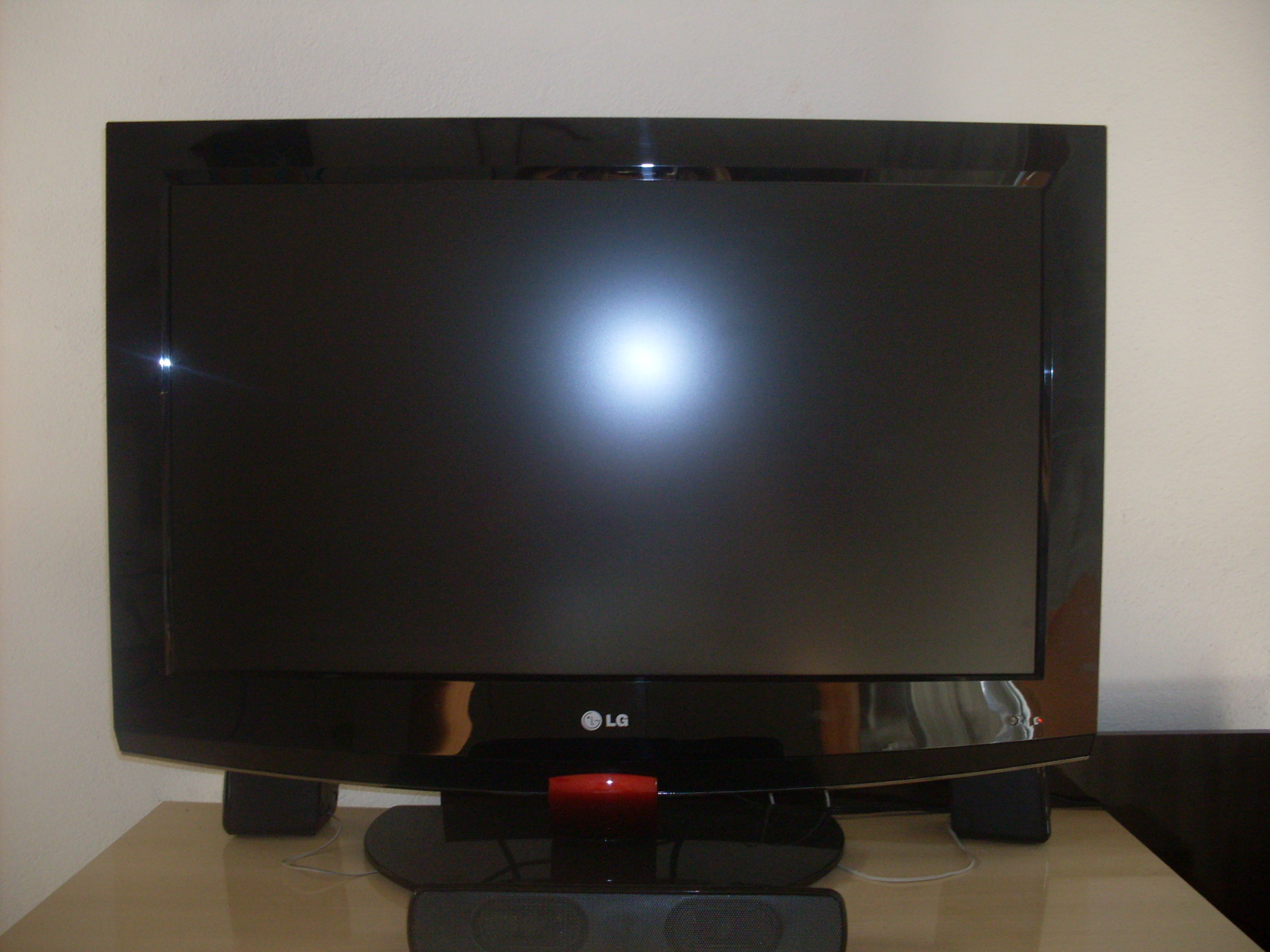
Televisão LG Time Machine 2

Em janeiro de 1992 a GoldStar funde-se com a Goldstar Components e, três anos mais tarde, com a GoldStar Communications.
Em março de 1995, o seu nome é alterado para Lucky Goldstar (LG) Electronics. Ainda nesse ano, a empresa adquire a norte-americana Zenith.
Em 1998 desenvolve a primeira Tv de plasma 60’’.
Em 1999, a LG Electronics desenvolve e comercializa a primeira televisão digital coreana e no ano seguinte funda-se com a LG Information & Communications. No primeiro ano do século XXI, a LG e a Philips fazem uma joint-venture para produzirem os monitores LG Philips.
Ainda em 1999, a LG junta sua divisão de elevadores com a Otis Elevator Company, assim sendo, o nome dessa divisão muda para LG-OTIS Elevator Company.
Em 2003, a LG entrou no mercado Norte Europeu e Oriente Médio de GSM. Tornou-se a maior fabricante global de CDMA.
Em 2005, desenvolveu o primeiro dispositivo 3G UMTS DMB do mundo, baseado em DVB-Hand Media FLO Funda a LG-Nortel, uma joint-venture entre a LG Electronics e a Nortel Networks, com o objetivo de criar tecnologias e soluções de dados e voz.
Em 2006, a divisão de elevadores é totalmente adquirida pela Otis Elevator Company, que transforma esta divisão em uma subsidiária de suas operações na Coréia do Sul, hoje conhecida como SIGMA Elevator Company.

Em 2021,a LG interrompeu a produção de smartphones,incluindo no Brasil.
A LG decidiu deixar de produzir smartphones principalmente porque enfrentou dificuldades no mercado competitivo, com vendas que não atingiam as expectativas e uma forte concorrência de outras marcas. Apesar de ter investido bastante nesse segmento, a empresa optou por focar em outras áreas de tecnologia, como eletrônicos de consumo, soluções de casa inteligente e componentes para veículos elétricos.

## Logotipo
O logo é composto de dois elementos, as letras LG em cinza e o símbolo em vermelho. As letras "L" e "G" significam "Life's Good" (ou ``O bom da vida´´) no slogan, mas LG é a abreviação do antigo nome Lucky Goldstar.